# 1593 год в науке
В 1593 году произошли различные научные и технологические события, некоторые из которых представлены ниже.

## События
- Карл Клузиус стал профессором ботаники в Лейденском университете и возглавил Лейденский ботанический сад.
- Галилей изобрёл оригинальный водяной насос[1].

## Публикации
- Никола Агер: Theses physico-medicae de homine sano.
- Иоганн Баугин: Traité des animauls aians aisles, qui nuisent par leurs piqueures ou morsures, avec les remèdes.
- Франсуа Виет:
  - Supplementum geometriae;
  - Variorum de rebus mathematicis responsorum liber VIII. В этом труде Виет опубликовал «формулу Виета для приближения числа π»[2].
- Галилей:
  - Trattato di Forticazioni (traité des fortifications).
  - Trattato di Meccaniche (traité de mécanique).
- Адриан ван Ромен: Ideae mathematicae pars prima, sive methodus polygonorum ; qua laterum, perimetrorum & arearum cujuscunq́ue polygoni investigandorum ratio exactissima & certissima; unà cum circuli quadratura continentur.
- В Риме впервые опубликован полный арабский текст «Канона врачебной науки» Ибн Сины (Авиценны).

## Родились
См. также: Категория:Родившиеся в 1593 году
- Томас Джеймс, валлийский мореплаватель (ум. в 1635 году).

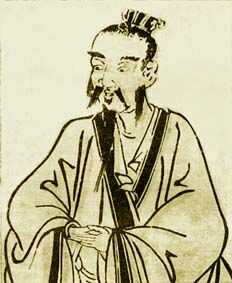
Ли Шичжэнь

## Скончались
См. также: Категория:Умершие в 1593 году
- Ли Шичжэнь, китайский фармаколог (род. в 1518 году).